# Beribavar
Beribavar este o comună din departamentul Néma, Regiunea Hodh Ech Chargui, Mauritania, cu o populație de 3.147 locuitori.